# 兪炳守
兪 炳守（ユ・ビョンス、ハングル：유병수、1988年3月26日 - ）は、韓国出身のサッカー選手。元韓国代表。ポジションはFW。

## 来歴
高校時代からストライカーとて注目されていた兪は弘益大学校に進学。在学中の2009年に仁川ユナイテッドFCからドラフト1位指名を受け、大学を休学して入団した。
デビュー戦でいきなりゴールを決めるなど新人らしからぬ活躍で早くも仁川の中心選手となり、1年目のシーズンで12得点、2年目では22得点を挙げKリーグ得点王にも輝いた。史上最年少での得点王とKリーグ20得点を達成した。
2009年に韓国代表に初招集され、同年6月のW杯アジア予選の対UAE戦の後半終了間際に初めて交代出場したが、後にこれは公式記録からは抹消された。その後翌年のワールドカップ南アフリカ大会には招集されなかったが、Kリーグ得点王となったことで趙広来監督から評価を受け同年秋の対日本の親善試合で再び招集され初出場。その後AFCアジアカップ2011にも出場したが、グループリーグの対オーストラリア戦で途中交代させられたことを不服として自身のブログに趙監督を批判するような書き込みを行い、物議を醸したが後に書き込みを削除した上で謝罪した。
2011年7月、サウジアラビアのアル・ヒラルに完全移籍。同年、クラウンプリンスカップで得点王を獲得した。
2013年6月、ロシアのFCロストフに完全移籍。しかし、ロシアでは目立った活躍をする事はできず、3シーズンでわずか3得点にとどまった。
2016年7月、兵役のために韓国に帰国。尚州尚武FCへの加入資格がないため、軍隊への入隊ではなく国の機関に勤務する公益勤務を選択し、2017年1月から旧K3リーグの金浦市民FCでプレーした。
2018年6月22日に公益勤務が終了し、新天地探しのために25日から新潟県十日町市で合宿を行った横浜F・マリノスの練習に参加。その後、2019年に旧K3リーグの華城FCでプレー。2020年からはタイ王国でプレーしている。
2024年6月、華城FCに復帰。
2024年10月16日、自身のInstagramでリンパ腫の判定を受けたことを公表した。早期に発見できて予後は良い方という診断を受けたとしている。

## 所属クラブ
- 2009 - 2011  仁川ユナイテッドFC
- 2011 - 2013  アル・ヒラル
- 2013 - 2016  FCロストフ
- 2017 - 2018  金浦市民FC（公益勤務）
- 2019  華城FC
- 2020  MOFカスタムズ・ユナイテッドFC
- 2020 - 2021  アユタヤ・ユナイテッドFC
- 2021 - 2023  チョンブリーFC
- 2023 - 2024  チエンマイFC
- 2024 -  華城FC

## 獲得タイトル

### 個人タイトル
- 2010年 Kリーグ得点王
- 2011年 クラウンプリンスカップ得点王

### チームタイトル
- ロシア・カップ優勝 - 2013-14